# Edmund Lesser

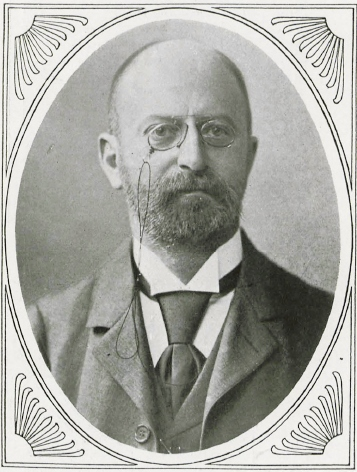
Edmund Lesser.

Johannes Edmund Anton Lesser, född den 12  maj 1852 i Neisse, död den 7 juni 1918, var en tysk dermatolog.
Lesser studerade medicin vid universiteten i Berlin, Bonn och Strasbourg. Han förvärvade 1876 sin medicine doktorsgrad. Därefter blev han assistent till Oskar Simon vid dermatologiska kliniken i Breslau. År 1882 erhöll Lesser sin habilitation vid universitetet i Leipzig. År 1892 blev han extra ordinarie professor i  Bonn och 1896 utnämndes han till chefsläkare vid syfilisavdelningen vid  Charité, tillika extra ordinarie professor vid Berlins universitet. År 1911 blev han där Tyskland förste ordinarie professor i dermatologi. Han var preses i Berlins dermatologiska sällskap och medredaktör för tidskriften Archiv für Dermatologie und Syphilis. År 1889 hörde han tillsammans med Joseph Doutrelepont, Moriz Kaposi, Albert Neisser och Philipp Josef Pick till grundarna av tyska dermatologiska sällskapet. År 1891 valdes han till ledamot av Leopoldina.